# Gatersleben
Gatersleben – dzielnica miasta Seeland w Niemczech, w kraju związkowym Saksonia-Anhalt w powiecie Salzland.
Do 14 lipca 2009 Gatersleben było samodzielną gminą, należącą do wspólnoty administracyjnej Seeland. W granicach miasta od 1 września 2010.
W Gatersleben znajduje się jeden z największych na świecie ośrodków badań biotechnologicznych: Leibniz-Institut für Pflanzengenetik und Kulturpflanzenforschung (IPK). Swoje siedziby mają tu również inne firmy prowadzące badania w zakresie biotechnologii między innymi SunGene GmbH będący częścią BASF. W 2013 SunGene zlikiwidował swoją siedzibę w Gatersleben.

## Współpraca
- Delligsen, Dolna Saksonia